# Az Amerikai Egyesült Államok elnökei ellen elkövetett merényletek listája
Az alábbi szócikk az Amerikai Egyesült Államok elnökei ellen elkövetett merényleteket sorolja fel. Az ország történetében több elnök ellen is voltak tervezett merényletek, az első Andrew Jackson volt, mikor 1835. január 30-án Richard Lawrence kétszer is megpróbált rálőni a férfira, a Capitolium épületénél, mikor Jackson egy temetést hagyott el. Lawrence fegyvere meghibásodott, így a lövéseket nem tudta leadni.
Négy elnököt öltek meg az ország története során: Abraham Lincolnt (1865, John Wilkes Booth), James A. Garfieldet (1881, Charles J. Guiteau), William McKinleyt (1901, Leon Czolgosz) és John F. Kennedyt (1963, Lee Harvey Oswald). Három elnök sérült meg merénylet következtében, de nem vesztette életét: Ronald Reagan (hivatalban, 1981, John Hinckley Jr.), Theodore Roosevelt (elnökjelöltként, 1912, John Schrank) és Donald Trump (elnökjelöltként, 2024, Thomas Matthew Crooks). Minden esetben lőfegyverrel követték el a merényletet.
Sok esetben a merényletek célja az amerikai kormány politikájának megváltoztatása, de nem mindegyiknek vannak politikai indokai. Egyes merénylőknek mentális betegségei voltak és volt, akit elmebajosnak nyilvánítottak. James W. Clarke történész szerint a legtöbb elkövető épelméjű volt és tettük politikai motivációval rendelkezett, míg az Igazságügyi Minisztérium szerint többségük elmebajos volt. Az elmebajos elkövetők gyakran egyedüli tettesek, míg a politikai céllal dolgozó merénylők gyakran rendelkeznek összeesküvőkkel.
Tekintve, hogy az alelnök általában ugyanannak a pártnak a tagja, mint az elnök, az államfő halála ritkán vezet tényleges változásokhoz a kormány politikájában, ezért a politikai csoportok által koordinált merényletek száma alacsony. Az elnök megfenyegetése 1917 óta szövetségi bűncselekmény.
A meggyilkolt elnökök halálát hiedelmek a sóni átokhoz kötik.

## Sikeres merényletek

### Abraham Lincoln

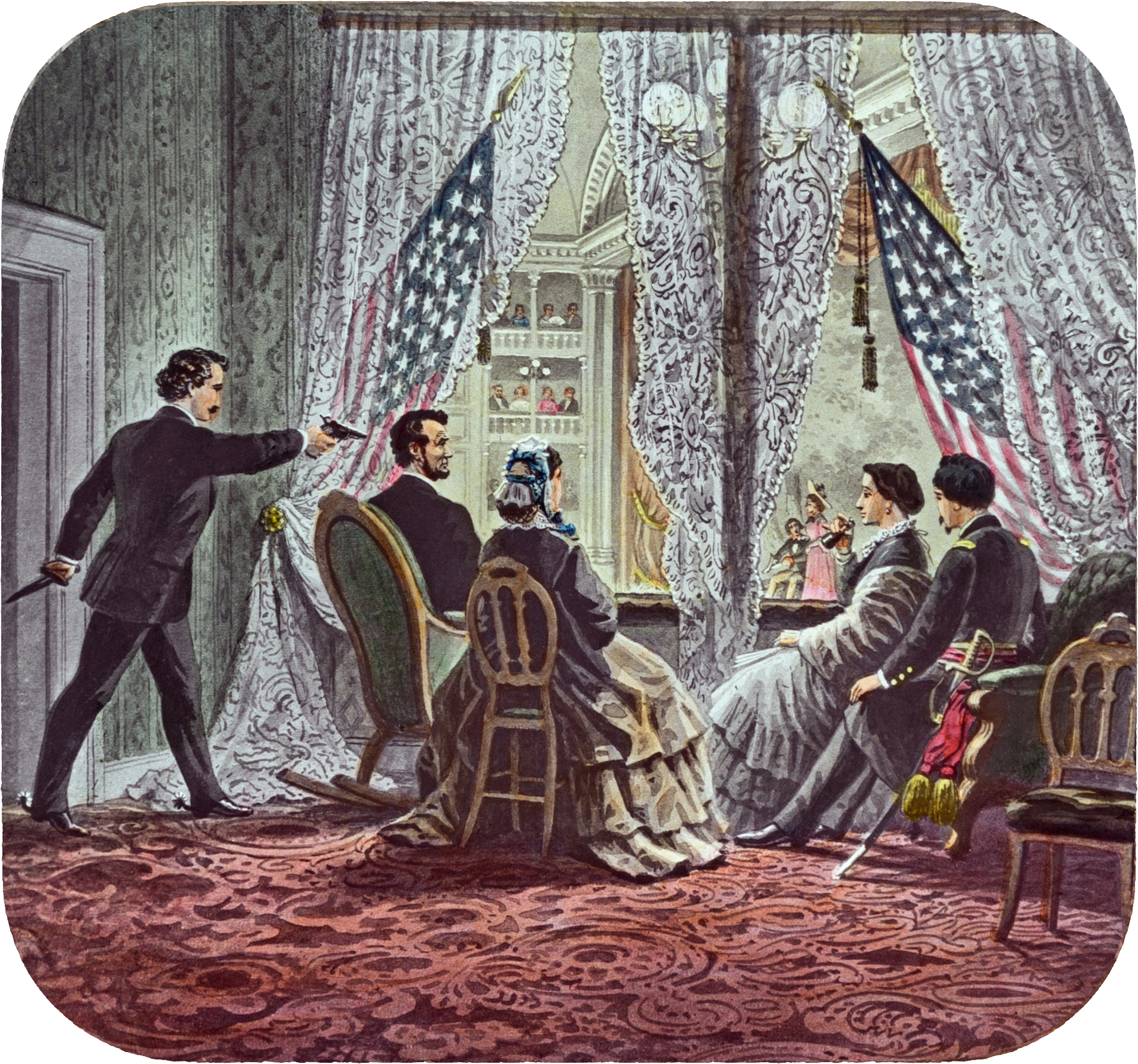
Lincoln merénylete az elnöki páholyban (balról jobbra: John Wilkes Booth, Abraham Lincoln, Mary Todd Lincoln, Clara Harris és Henry Rathbone)

Abraham Lincoln, az ország 16. elnöke, meggyilkolására 1865. április 14-én került sor a Ford Színházban, Washingtonban, 22:15 körül. Az elkövető, John Wilkes Booth egy ismert színész és a konföderáció szimpatizánsa volt Marylandből. Ugyan nem volt a hadserege tagja, voltak kapcsolatai a konföderáció titkosszolgálatán belül. 1864-ben Booth kidolgozta tervet, ami szerint elrabolták volna Lincolnt, majd konföderációs rabokért cserélték volna el. Ez sokban hasonlított Thomas N. Conrad tervéhez, amit a konföderáció jóváhagyott. Azt követően, hogy részt vett Linclon beszédjén 1865. április 11-ém, ami a fekete lakosság szavazati jogát népszerűsítette, Booth úgy döntött, inkább megöli az elnököt. Azt követően, hogy megtudta, hogy Lincoln a színházban lesz, bűntársaical létrehozott egy tervet az elnök meggyilkolására a színházban és Andrew Johnson alelnök és William Henry Seward külügyminiszter megölésére otthonukban. Lincoln A mi amerikai kuzinunk című színdarabot tekintette meg a színházban, páholyában ülve feleségével, Maryvel és két vendéggel, Henry Rathbone-nal és menyasszonyával, Clara Harrisszel. Booth a hátuk mögött lépett be a páholyba és a Derringer pisztolyát az elnök fejére irányította, halálos sebet ejtve az elnökön. Rathbone megpróbálta a földre teperni a merénylőt, de az megszúrta és elmenekült. Lincolnt megvizsgálták orvosok, majd az utca másik oldalán található Petersen-házba vitték, ahol kilenc órányi kóma után halottnak nyilvánították 07:22-kor, április 15-én.
Halála előtt egyre lassabban kezdett el lélegezni, arckifejezése megnyugodott. Egyes szemtanúk szerint halála reggelén elmosolyodott, majd életét vesztette. Lee Davis történész kiemelte, hogy Lincoln mennyire békés volt halálakor és az után: „Ez volt az első alkalom négy év után, talán, hogy arckifejezése békés volt.” A The New York Timesban a következő jelent meg: „Nem volt semmi egyértelmű szenvedés, vonagló mozgás, [...] csak a légzés megszűnése. Soha nem láttam az elnök arcán egy ilyen barátságos és kielégedett kifejezést.” John Hay, az elnök titkára szintén kijelentette, hogy az elnök „megöregedett arcát” béke öntötte el.
Lincoln halála kivételével a terv sikertelen volt. Seward csak megsérült, Johnson merénylője pedig nem is jelent meg az alelnök házánál. Azt követően, hogy tizenkét napig menekült, Booth-t egy farmon találták meg az unió katonái 1865. április 26-án, Virginia területén, 110 kilométerre a fővárostól. Azt követően, hogy nem volt hajlandó feladni magát, Boston Corbett megölte. Négy összeesküvőt később felakasztottak részvételükért.

### James A. Garfield

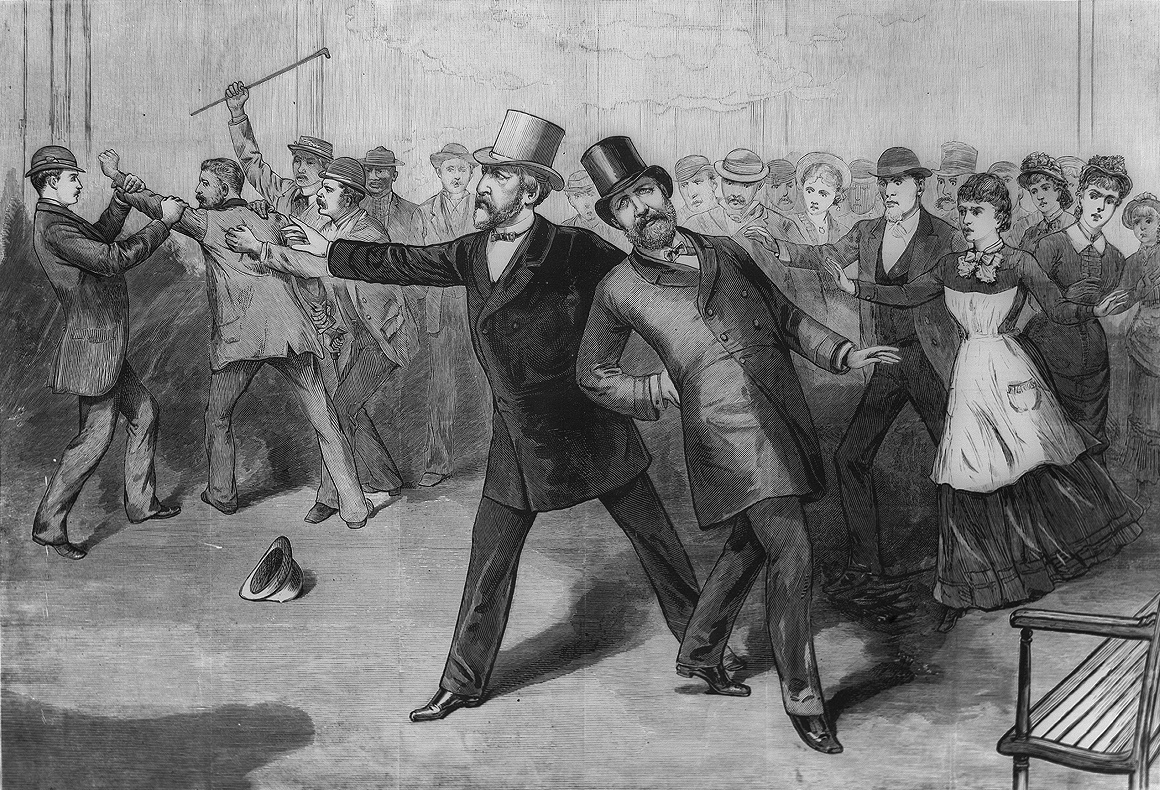
Garfield James G. Blaine szenátorral, miután merénylője meglőtte

James A. Garfield, az ország 20. elnöke, meggyilkolása 1881. július 2-án kezdődött meg, 09:20-kor, a washingtoni Baltimore and Potomac vasútállomáson, mindössze négy hónappal az után, hogy hivatalba lépett. Ahogy az elnök megérkezett az állomásra, Charles J. Guiteau író és jogász kétszer meglőtte egy British Bull Dog revolverrel. Az egyik lövés horzsolta Garfield vállát, míg a másik a hátán érte. A következő tizenegy héten át Garfield sérüléseitől szenvedett, mielőtt szeptember 19-én, 22:35-kor életét vesztette a sebekkel kapcsolatos fertőzések következtében, amik az orvosok koszos kezeiről jutottak testébe. 79 nappal a merénylet után halt meg.
Guiteau-t azonnal letartóztatták, tárgyalását 1881. november 14. és 1882. január 25. között tartották, amin bűnösnek találták és halálra ítélték. Fellebbezését elutasították, 1882. június 30-án végezték ki a fővárosban, két nappal a merénylet évfordulója előtt. A tárgyalás során kiderült, hogy elmebajos volt vagy neuroszifiliszben szenvedett. Azt nyilatkozta, hogy azért ölte meg az elnököt, mert csalódott volt, hogy nem nevezte ki nagykövetnek Franciaországba. Szerinte az elnök azért nyerte meg a választást, mert Guiteau írt egy beszédet, ami az elnököt támogatta.

### William McKinley

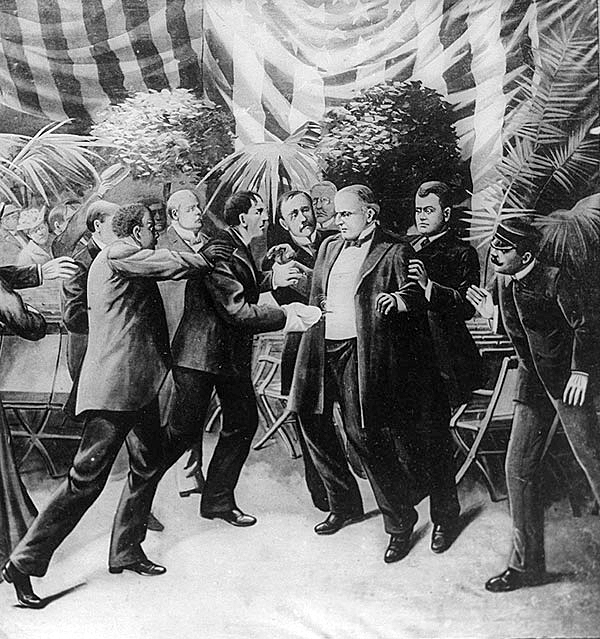
A McKinley-merénylet

William McKinley, az ország 25. elnöke, meggyilkolására 1901. szeptember 6-án került sor, 16:07-kor, a buffalói Zene Templomában. Merénylője, az anarchista Leon Czolgosz, kétszer közelről hason lőtte az elnököt. Az első lövés lepattant McKinley kabátjáról, míg a második a behatolt a hasába. Ugyan eleinte úgy tűnt, hogy az elnök fel fog épülni, állapota nagyon gyorsan romlott, sebei üszkösödése következtében 1901. szeptember 14-én, 02:15-kor meghalt.
A tömeg tagjai, James Benjamin Parker vezetésével, elfogták Czolgoszt, amit követően a Nemzeti Gárda és a rendőrség olyan súlyosan megverte a merénylőt, hogy az se volt biztos, hogy megéli tárgyalását. Szeptember 24-én, egy mindössze két napig tartó eljárás után, amiben Czolgosz nem volt hajlandó védeni magát, halálra ítélték. Az Auburn Börtönben végezték ki, 1901. október 29-én. A merénylet politikai motivációval rendelkezett, bár az nem ismert, mi volt az elkövető célja.
Ezen merényletet követően lett a titkosszolgálat feladata az elnök védelme.

### John F. Kennedy

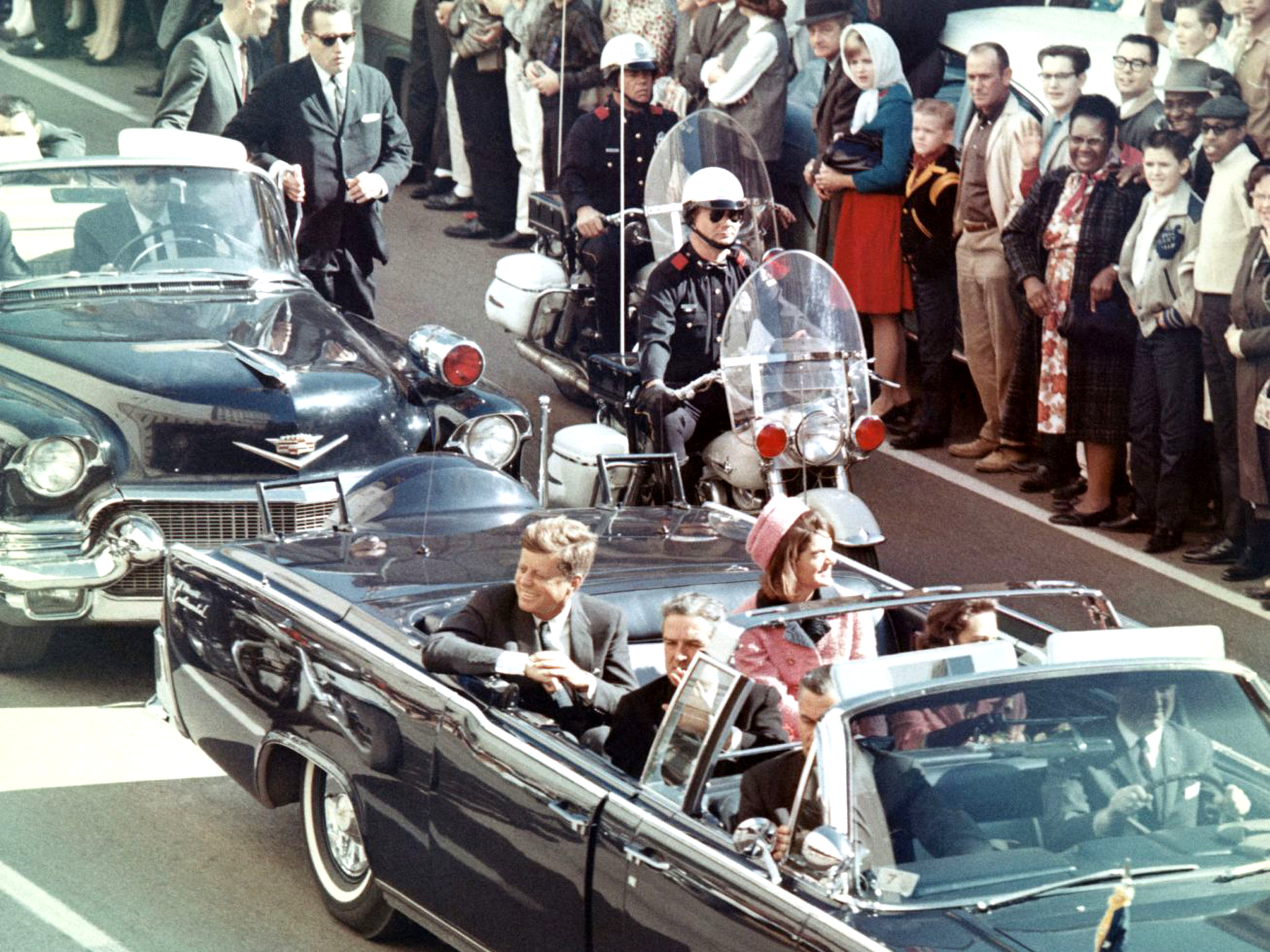
Kennedy, mindössze percekkel a merénylet előtt

John F. Kennedy, az ország 35. elnöke, meggyilkolására 1963. november 22-én került sor, 12:30-kor, a texasi Dallasban, miközben az elnök autójában utazott a Dealey Plazán. Kennedy feleségével, Jacqueline-nel, John Connallyval, Texas kormányzójával és a kormányzó feleségével utazott az autóban és a feltételezések szerint Lee Harvey Oswald amerikai tengerészgyalogos és disszidens lőtte meg egy könyvraktár hatodik emeletéről. Az egyik lövés a hátát érte, a lövedék a torkán keresztül távozott testéből, illetve fejét is eltalálták. Connally is súlyosan megsérült, míg a közelben álló James Tague arcsérülést szenvedett egy lepattanó betondarabnak köszönhetően. A kíséret a Parkland Memorial Kórházba sietett, ahol Kennedyt 13:00-kor halottnak nyilvánították. Oswaldot letartóztatták és vád alá helyezték az elnök és J. D. Tippit rendőr meggyilkolásáért, akit néhány órával az elnök halála után lőtt meg Dallas Oak Cliff szomszédságában. November 24-én, mikor a városi börtönből a megyeibe szállították, Oswaldot Jack Ruby bártulajdonos meglőtte a dallasi rendőrség épületében. Rubyt elítélték Oswald meggyilkolásáért, de később fellebbezés után az ítéletet megsemmissítették. 1967-ben börtönben halt meg, tárgyalására várva.
1964 szeptemberében a Warren-bizottság arra az ítéletre jutott, hogy Kennedyt és Tippitet is Oswald ölte meg, hogy Oswald egyedül hajtotta végre tervét, bűntársak nélkül és, hogy Ruby szintén bűntársak nélkül ölte meg Oswaldot. Ennek ellenére a merényletet követő 50 évben az amerikaiak közel 80%-a úgy gondolta, hogy a valós gyilkosokat leplezték, napjainkig léteznek különböző összeesküvés elméletek az esettel kapcsolatban.

## Sérülést okozó merényletek

### Theodore Roosevelt
Három és fél évvel hivatali ideje vége után, Theodore Roosevelt elindult az 1912-es választáson a Progresszív Párt jelöltjeként. Egy Milwaukee-ban tartott kampányeseményen, 1912. október 14-én, John Schrank, aki hetek óta követte a volt elnököt, mellkason lőtte egy revolverrel. A lövedéket Roosevelt Progressive Cause Greater Than Any Individual című összehajtogatott beszédje és fém szemüvegtokja lelassította, megmentve életét. Schranket azonnal lefegyverezték, elfogták és könnyen lehet, hogy meglincselték volna, ha Roosevelt ezt nem akadályozza meg. Roosevelt biztosította a közönséget, hogy rendben van és felkérte a rendőrséget, hogy szállítsák el Schranket, anélkül, hogy bármi baja lett volna.
Roosevelt, aki egy tapasztalt vadász és anatómus volt, úgy vélte, hogy mivel nem kezdett vért köhögni, ezért a lövedék nem érte el a tüdejét és nem volt hajlandó azonnal kórházba menni. Helyette inkább elmondta beszédét, miközben a vér átszivárgott ruháján. Beszédje nyolcvannégy percig tartott, csak ezt követően volt hajlandó orvosi segítséget elfogadni. Vizsgálatok következtében kiderült, hogy a lövedék az egyik mellkasi izmába ragadt meg, de nagyobb sérülést nem okozott. Az orvosok úgy döntöttek, hogy veszélyesebb lett volna eltávolítani a lövedéket, mint az elnök mellkasában hagyni, így Roosevelt élete hátralévő részét a lövedékkel a testében töltötte. Két hétig tartó felépülése után újra kampányolni kezdett, de elveszítette a választást a demokrata Thomas Woodrow Wilson ellen.
Schrank tárgyalásán kijelentette, hogy William McKinley meglátogatta őt egy álomban és azt mondta neki, hogy bosszulja meg halálát azzal, hogy megöli Rooseveltet. Elmebajosnak tekintették és 1943-as haláláig egy intézménybe volt zárva.

### Ronald Reagan

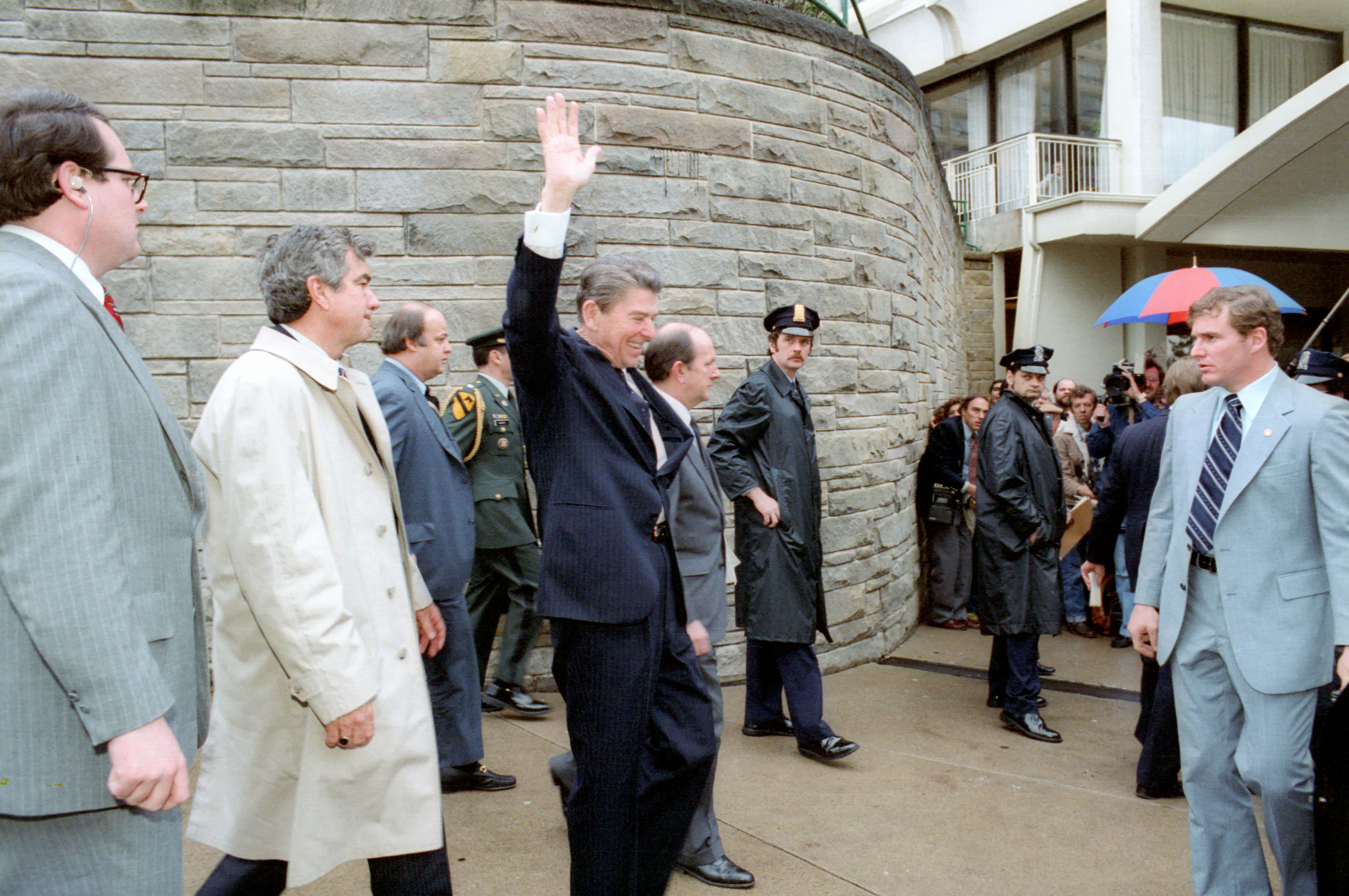
Reagan, pillanatokkal a merénylet előtt

1981. március 30-án Ronald Reagan elhagyta a Washington Hilton hotelt, miután beszédet adott. Miközben az autója felé sétált, John Hinckley Jr. hatszor az elnök felé lőtt, eltalálva őt és három másik személyt. Reagan komolyan megsérült, miután egy lövedék lepattant az autóról és eltalálta a bal oldalát, eltörve egy bordáját, kilyukasztva tüdejét, komoly belső vérzést okozva. Annak ellenére, hogy érkezésekor a George Washington Egyetemi Kórházba „közel volt a halálhoz,” sikeresen megmentették életét, miután átesett egy műtéten. Április 11-én hagyta el a kórházat. Reagan mellett James Brady, a Fehér Ház szóvivője, Tim McCarthy titkosszolgálati ügynök és Thomas Delahanty rendőr is megsérült. Mind túlélték sérüléseiket, de Brady agykárosodást szenvedett és mozgássérült lett. 2014-es halálát végül gyilkosságként könyvelték el, mivel sérülései okozták.
Hinckleyt azonnal letartóztatták, később beismerte, hogy azért akarta megölni Reagant, hogy lenyűgözze Jodie Foster színésznőt. Elmebajosnak tekintették és egy intézménybe zárták. 2016. szeptember 10-én, 35 évvel a merénylet és 12 évvel Reagan halála után engedték ki.

### Donald Trump
2024. július 13-án egy butleri kampányeseményen Thomas Matthew Crooks fülön lőtte Donald Trump elnökjelöltet. Ezt követően Trump a földre bukott és a titkosszolgálat azonnal körbevette. Az ország 45. elnöke saját lábán hagyta el a színpadod, az öklét az ég felé emelve. Ezt követően kórházba szállították, de kisebb sérülésein kívül nagyobb baja nem lett, szinte rögtön kiengedték, már aznap New Jersey államba repült.
Az elkövető és a közönség egyik tagja meghalt a lövöldözésben, ketten súlyosan megsérültek.

## Más támadások, tervezett merényletek

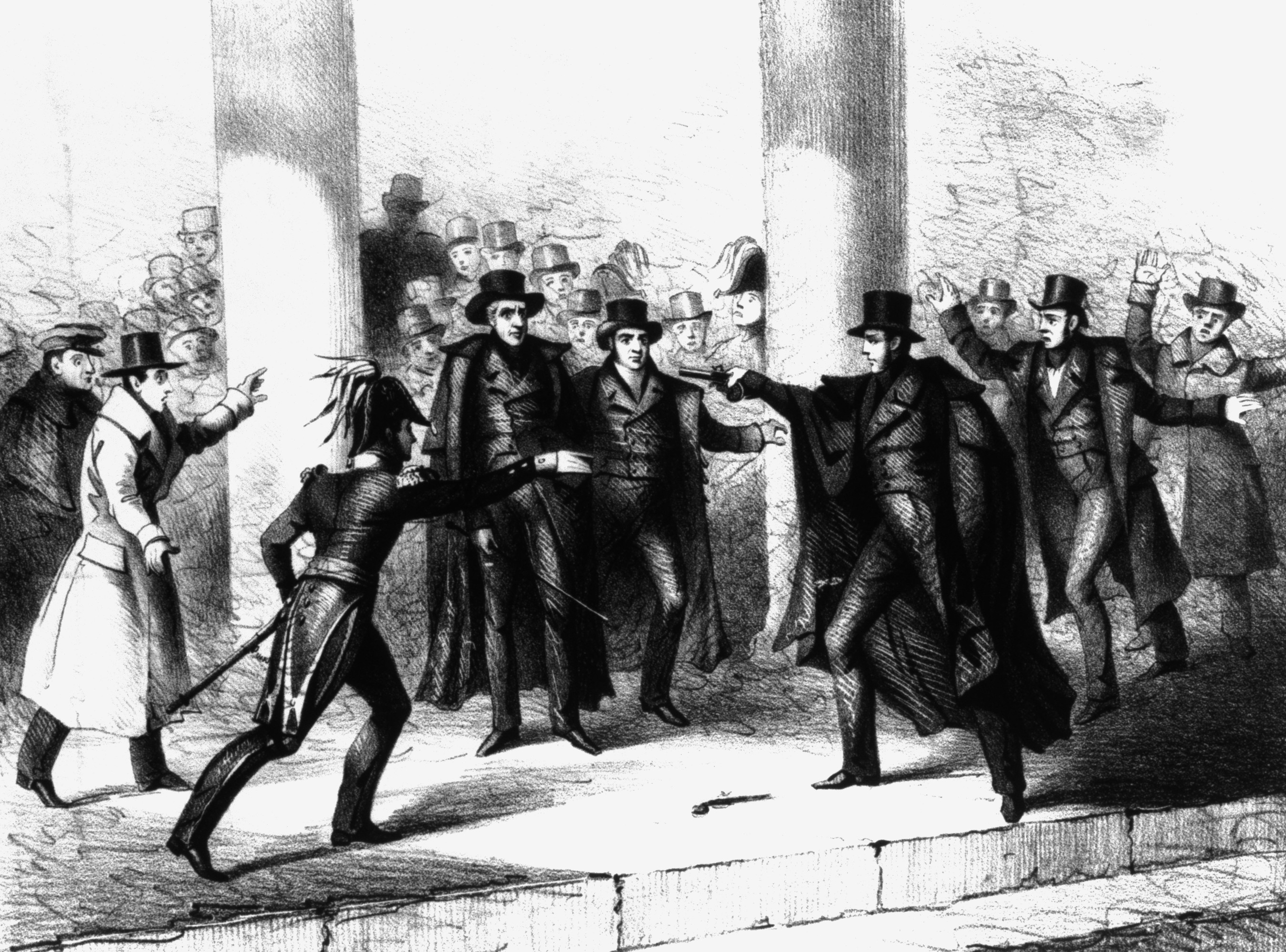
A Jackson elleni merénylet

### Andrew Jackson
- 1835. január 30.: A Capitolium épülete előtt Richard Lawrence festő megpróbálta meglőni Andrew Jacksont két pisztollyal, amik közül egyik se sült el. Ennek ellenére későbbi tesztek kimutatták, hogy mindkét fegyver tökéletesen működött. Lawrence-t azt követően tartóztatták le, hogy Jackson botjával megverte. Azt követően, hogy őrültnek találták, bezárták egy intézetbe, ahol 1861-es haláláig élt.[1]

### Abraham Lincoln
- 1861. február 23.: Az akkor még csak megválasztott elnök áthaladt Baltimore városán, annak ellenére, hogy fennállt a veszélye, hogy konföderációs szimpatizánsok meggyilkolják beiktatására tett útján. Ugyan nem teljesen ismert a veszély mennyire volt komoly, akkoriban nagy hangsúlyt fektettek rá, hogy az elnököt biztonságosan átjuttassák a városon.
- 1864. augusztus: Egy ismeretlen mesterlövész lövése Lincoln fejét mindössze centiméterekkel tévesztette el, a kalapját átlyukasztva, miközben az elnök egyedül lovagolt házába, ahol az estéket töltötte, mielőtt visszatért a Fehér Házba. 23:00 körül John W. Nichols hallotta meg a lövéseket, majd pillanatokkal később a felé lovagló elnököt.[3][5]

### William Howard Taft
- 1909: Taft és Porfirio Díaz terveztek találkozni El Pasóban és Ciudad Juárezben, ami az első találkozás volt az amerikai és mexikói elnökök között az országok történelmében, illetve az első alkalom, hogy egy amerikai elnök Mexikóba lépett.[20] Díaz azért kérte a találkozót, hogy bemutathassa, hogy az amerikaiak támogatták hetedik újraválasztási kampányát, amibe Taft beleegyezett a sok milliárd dollárnyi amerikai befektetés megvédése érdekében.[22] A megegyezés szerint a Chamizal-övezetben rendezték volna a csúcsot, amelynek hovatartozásában a két ország nem tudott megegyezni. Annak ellenére, hogy minden szövetségi szervezet együtt dolgozott a találkozó biztosításában, több fenyegetés is érkezett az elnökök életére.[18] Frederick Russell Burnham és C. R. Moore, a texasi rendőrség tagja a találkozó napján észrevette, hogy Julius Bergerson kezében egy elrejtett pisztoly volt, mindössze egy méterre az elnököktől. A páros lefegyverezte és letartóztatta a férfit.[13][14][16]
- 1910: Taft meglátogatta nagyanyját, Delia Torreyt, Millburyben. Torrey később megosztotta, hogy találkozott egy idegennel, aki azt mondta, hogy Bostonban hallotta, hogy valaki tervez egy merényletet az elnök ellen, majd megfenyegette a nőt, hogy ezt ne mondja el senkinek vagy megöli. Torrey jelentette az eseményt a rendőrségnek, a férfit soha nem találták meg.[25]

### Herbert Hoover
- 1928. november 19.:[26] Az akkor még be nem iktatott Hoover közép-, és dél-amerikai útra kelt. Miközben a chilei Andok hegyeken haladt át, argentín anarchisták tervezték meggyilkolni a politikust. A csoportot Severino Di Giovanni vezette, akinek terve a Hoovert szállító vonat felrobbantása volt. A robbantással megbízott férfit még az előtt letartóztatták, hogy a bombát a sínre tudta volna helyezni.[27][28]

### Franklin D. Roosevelt
- 1933. február 15.: Tizenhét nappal Roosevelt első beiktatása előtt Giuseppe Zangara öt lövést adott le a megválasztott elnök felé Miamiban. Zangara lövései közül egyik se találta el Rooseveltet, de a támadásban megsérült Anton Cermak, Chicago polgármestere és négy másik személy, a korábbi halálosan. Zangara bűnösnek vallotta magát Cermak meggyilkolása ügyében, amiért 1933 márciusában kivégezték. Soha nem derült ki, hogy ki volt Zangara célpontja, de sok szakértő szerint valószínűleg a megválasztott elnököt akarta meglőni. Egy másik elmélet szerint a támadást a bebörtönzött Al Capone rendelte el a polgármester ellen, aki nagy szerepet játszott a chicagói szervezett bűnözés elleni harcban.[38][39]
- 1943: A szovjet NKVD tudomást szerzett egy náci német tervről, ami részeként meggyilkolták volna Rooseveltet, Winston Churchillt és Joszif Sztálint a teheráni konferencián.[40]

### Harry S. Truman
- 1947 közepe: Az Izrael megalakulása előtt történt zsidó felkelések közben Palesztinában a Lehi cionista szervezet több levélbombát is küldött az elnöknek, illetve más tisztviselőknek a Fehér Házban. Akkoriban ezt nem hozták nyilvánosságra, de Truman lánya, Margaret Truman megosztotta az elnök 1972-ben kiadott életrajzában. A vádak szerint a titkosszolgálatot a brit hírszerzés értesítette, hogy az országa vezetői több hasonló fenyegetést kapott.[41]
- 1950. november 1.: Két Puerto Rico függetlenségéért harcoló aktivista, Oscar Collazo és Griselio Torresola, megpróbálta megölni Trumant a Blair Házban, ahol az elnök elt a Fehér Ház felújítása közben. A támadás során megsérültek Joseph Downs és Leslie Coffelt rendőrök , az utóbbi halálosan. Coffelt visszalőtt a támadókra, megölve Torresolát. Collazo szintén sérülést okozott egy rendőrnek, mielőtt hason lőtték volna. Collazót szövetségi szintén ítélték halálbüntetésre, amit Truman később életfogytiglani börtönbüntetésre változtatott.[42]

### John F. Kennedy
- 1960. december 11.: Miközben Palm Beach-en nyaralt a megválasztott elnök, megfenyegette életét Richard Paul Pavlick, egy 73 éves postás, amire indoka a katolikusok iránti gyűlölete volt. Terve szerint dinamitokkal töltött 1950 Buickját Kennedy autójába vezette volna, de másképp határozott, miután látta, hogy az elnök felesége és lánya elköszön tőle.[43] Pavlickot három nappal később tartóztatta le a titkosszolgálat, miután megállították autóját és megtalálták a robbanóanyagokat. 1961. január 27-én egy springfieldi elmegyógyintézetbe zárták, majd hetekkel később emeltek ellene vádat. 1962. december 2-án, Kennedy halála után tíz nappal ejtették ellene a vádakat,[44] de Emett Clay Choate bíró úgy döntött, hogy Pavlick továbbra is az intézetben marad. A szövetségi kormány 1964 augusztusában ejtette a vádakat és 1966. december 13-án engedték ki a New Hampshire-i Állami Kórházból.[44][45][46] 1975-ben halt meg, 83 évesen.

### Richard Nixon
- 1972. április 13.: Az elnök látogatása közben Ottawában Arthur Bremer egy fegyverrel az elnök kíséretéhez közel jutott, de az autó túl gyorsan haladt és Bremer nem tudott az elnökre lőni. Bremer másnap azt hitte, hogy látta az elnök autóját a belvárosban, de mire fegyverével visszatért a helyszínre, a jármű már nem volt ott.[47] Egy hónappal később Bremer meglőtte Alabama kormányzóját, George Wallace-t, aki ennek következtében mozgássérült lett. Bremer 35 évet töltött börtönben.[48][49]
- 1974. február 22.: Samuel Byck tervei szerint egy repülőgépet vezetett volna a Fehér Házba, azzal a céllal, hogy megölje az elnököt.[50] A Baltimore–Washington nemzetközi repülőtéren eltérített egy McDonnell Douglas DC–9 repülőgépet, de nem engedték felszállni . Azt követően, hogy meglőtte mindkét pilótát, aki közül az egyik meghalt, Bycket egy rendőr meglőtte a repülő ablakán keresztül, amit követően a férfi öngyilkos lett.

### Gerald Ford
- 1974. augusztus: Fordot csak tíz napja iktatták be, mikor Muharem Kurbegovic megfenyegette az elnököt egy ideggáz-bombával.[51] Egy napon belül a CIA és a Titkosszolgálat azonosította a férfit, akit augusztus 20-án le is tartóztattak.[52]
- 1975. szeptember 5.: A kaliforniai Capitolium épülete előtt Lynette Fromme, Charles Manson egyik követője, előhózott egy pisztolyt, mikor Ford felé nyúlt, hogy kezet rázzanak, de az nem sült el. A Titkosszolgálat helyben letartóztatta, életfogytiglani börtönbüntetést kapott, de 2009. augusztus 14-én kiengedték.[53]
- 1975. szeptember 22.: San Franciscóban, mindössze 17 nappal Fromme merénylete után, Sara Jane Moore 12 méterre állt az elnöktől és egy revolverrel rálőtt.[54] Egy közelben álló férfi, Oliver Sipple, megragadta a nő kezét, minek következtében a lövés egy közeli épület falát találta el, nem az elnököt.[55] Moore életfogytiglani börtönbüntetést kapott, 2007. december 31-én kiengedték.

A két szeptemberi merényleten kívül nő soha nem próbálta meg megölni az ország elnökét.

### Jimmy Carter
- 1979. május 5.: A Titkosszolgálat letartóztatta Raymond Lee Harveyt, akinél fegyvert találtak, tíz perccel Carter egy beszédje előtt a Los Angeles-i Civic Center Mallban. Harvey mentális betegségektől szenvedett, de a rendőrség ettől függetlenül nyomozást indított az ügyben, mivel Harvey azt vallotta, hogy három másik férfival dolgozott együtt. Az egyetlen bűntárs, akit azonosítottak Osvaldo Espinoza Ortiz volt,[56] mindkét férfi ellen ejtették a vádakat, bizonyíték hiányában.[57]
- Újraválasztási kampánya közben John Hinckley Jr. majdnem meglőtte az elnököt, de az utolsó pillanatban meggondolta magát. 1981 márciusában Ronald Reagant is megpróbálta megölni.[58][59]

### George H. W. Bush
- 1993. április 13.: Kuwaiti hatóságok és az FBI szerint tizennégy kuvaiti és iraki férfi,[60] akik a vádak szerint Szaddám Huszeinnek dolgoztak, robbanószereket csempésztek Irakba, azzal a céllal, hogy az elnöki hivatalát addigra már elhagyott Bushra támadjanak egy autóbombával, mikor a Kuvaiti Egyetemre látogatott.[61] Bush 1993-ban a koalíció Irak elleni győzelme ünneplésére érkezett az országba, vele együtt jelen volt felesége, két fia, illetve James Baker, John E. Sununu és Nicholas F. Brady. A tizenhét letartóztatott személy közül kettő visszavonta vallomását, azt nyilatkozva, hogy kényszerítve voltak.[62] Egy vádlott kivételével mindet elítélték. Bill Clinton a tervezett támadásra azzal válaszolt, hogy légitámadást indított egy bagdadi hírszerzési épület ellen. Ezek mellett ezt használták fel indoklásként a 2003-as invázió megkezdéséhez. A CIA információi szerint a merényletet valószínűleg a kuvaiti kormány találta ki,[63] de az FBI információja alapján az Iraki Hírszerzési Szolgálat volt a tervező.[64]

### Bill Clinton
- 1994. január 21.: Ronald Gene Barbour veterán katona meg akarta ölni az elnököt, miközben az futott. Barbour egy héttel később visszatért Floridába, egy lövés leadása nélkül.[65] Öt év börtönbüntetést kapott, 1998-ban engedték ki idő előtt.
- 1994. október 29.: Francisco Martin Duran legalább huszonkilenc lövést adott le a Fehér Ház felé az épület kerítése mögül, mivel azt hitte, hogy Clinton egyike a sötét öltönyökben a ház mellett álló férfiaknak. Az elnök az épületen belül tartózkodott. Három turista, Harry Rakosky, Ken Davis és Robert Haines, a földre lökte a férfit, mielőtt az bárkinek sérülést okozott volna. A zsebében találtak egy búcsúlevelet, 40 év börtönbüntetést kapott.[66][67]
- 1994. november: Oszáma bin Láden megbízta a Világkereskedelmi Központ elleni 1993-as terrortámadás kivitelezőjét, hogy ölje meg Clintont. Az elkövető viszont úgy döntött, hogy erre kevés esélye lenne és inkább II. János Pál pápát vette célba.[68]
- 1996. november 24.: Mikor Clinton egy APEC-csúcsra utazott Malajziába, a Titkosszolgálat megszerzett információt, ami szerint az elnök ellen támadást terveznek. Egy híd alatt, amin az elnök kísérete áthaladt volna, elhelyeztek robbanószereket, az utolsó pillanatokban váltottak irányt. Amerikai nyomozások szerint Bin Láden állt a merénylet mögött.[69]
- 2018. október: A Titkosszolgálat megszerzett egy csomagot, amiben valaki egy csőbombát küldött Hillary Clintonnak, a pár chappaquai otthonába. Egy hét alatt ekkor több magas rangú demokrata politikus is kapott hasonló csomagokat, mint Barack Obama.[70] Bill Clinton otthon tartózkodott, mikor a csomag megérkezett, míg Hillary Floridában kampányolt a 2018-as választások előtt.[71] Az elkövető Cesar Sayoc volt, 20 év börtönbüntetést kapott.[72]

### George W. Bush
- 2005. május 10.: Miközben Bush beszédet adott a tbiliszi Szabadság téren, Vladimer Arutiniani a pódium felé dobott egy gránátot, ami annak ellenére, hogy aktív volt, nem robbant fel, mert körbe volt tekerve egy zsebkendővel.[73] Azt követően, hogy aznap el tudott menekülni, júliusban letartóztatták. Elfogásakor megölte a belügyminisztérium egy ügynökét, életfogytiglani büntetést kapott.[74]
- 2022. május 24.: Egy Columbusban élő iraki férfit, Sibab Ahmed Sibab SIbabot letartóztattak, amiért részese volt egy merénylet tervnek Bush meggyilkolására. Saját elmondása szerint a férfinek voltak kapcsolatai az Iszlám Állammal és tervezett iraki polgárokat az országba csempészni terve végrehajtásához. Februárban Sibab Bush dallasi házához, illetve a George W. Bush Intézethez utazott, hogy felderítsék a területet. Sibab 2020 szeptemberében illegálisan érkezett az Egyesült Államokba és 2003–2006 között szolgált az iraki háborúban.[75][76]

### Barack Obama
- 2008. december: A 20 éves Kody Ray Brittingham azt írta, hogy esküje szerint idegen és hazai veszélyektől is meg kell védenie az országot. Obamát egy hazai ellenségként azonosította és merénylete célpontja volt. Fehér felsőbbrendűséggel kapcsolatos anyagokat találtak naplójában, 2010-ben 100 hónapos börtönbüntetést kapott.[77][78][79]
- 2009. április: Obamát egy szíriai férfi meg akarta gyilkolni Isztambulban és egy meghamisított Al-Dzsazíra újságírói engedéllyel jutott be az Alliance of Civilizations csúcsra. Terve az volt, hogy megkéseli az elnököt, Három bűntársa volt.[80]
- 2011. november: A 21 éves Oscar Ramiro Ortega-Hernandezt összeesküvés-elméletek és hite befolyásolta, hogy megölje Obamát. Idahóból a Fehér Házhoz utazott és az épület felé lőtt, egy ablakot összetört.[81] 25 év börtönbüntetést kapott.
- 2011–2012: A FEAR szélsőjobboldali terrorista szervezet több támadást is tervezett, amik közé tartozott Obama meggyilkolása.[82] A csoport négy tagját letartóztatták gyilkosság vádjával és egyikük együttműködött a hatóságokkal, ekkor derültek ki a csoport tervei.[83]
- 2012. október: Mitchell Kusickot letartóztatták, miután beismerte pszichológusának, hogy meg akarta ölni az elnököt egy sörétes fegyverrel egy boulderi kampányeseményen.[84]
- 2013. április: Obamának egy ricinnel befedett levelet küldtek.[85]
- 2013. június: Glendon Scott Crawfordot és Eric Feightet, két fehér felsőbbrendűségben hívő férfit, letartóztattak, amiért azt tervezték, hogy megölnek amerikai muszlimokat és „Izrael ellenségeit.” Obamán is tervezték használni házi készítésű fegyverüket.[86][87]
- 2018. október: Obama washingtoni otthonába egy csőbombát küldtek, amit a Titkosszolgálat megállított.[88]

### Donald Trump
- 2017. szeptember 6.: A 42 éves Gregory Lee Leingang megpróbálta meggyilkolni Trumpot Mandanban egy kampányeseményen. Leingang ellopott egy targoncát egy közeli olajfinomítóból és az elnöki kíséret felé vezette. A targonca még az olajfinomító területén meghibásodott, Leingang futva próbált elmenekülni a rendőrség elől. A hatóságok meglepetésére elismerte, hogy az elnököt akarta megölni a járművel, akik azt hitték, hogy személyes használatra tulajdonította el a targoncát. Húsz éves börtönbüntetést kapott, miután még a támadás napján bűnösnek vallotta magát.[89][90]
- 2017. november: Egy Iszlám Állammal kapcsolatban lévő férfit letartóztattak Manilában, amiért meg akarta ölni Trumpot az ASEAN-csúcs közben. A tervet egy évig titokban tartotta a Titkosszolgálat, a csúcs előtti hetekben több különböző személy is megfenyegette az elnököt.[91][92]
- 2024. szeptember 15.: A Titkosszolgálat rálőtt egy 58 éves férfira, aki egy bokorban bújt el egy fegyverrel a Trump International Golf Club mellett, Floridában. Az elkövető, Ryan Wesley Routh, elmenekült a helyszínről, de később elfogták. Routh egy ukrán fegyverkereskedőtől próbált rakétavetőt vásárolni.[93] Az esemény akkor történt, mikor a volt elnök éppen golfozott a pályán, az FBI merényletként nyomozta az ügyet.[94] Routh már előre gondolta, hogy próbálkozása sikertelen lesz, egy hónapokkal korábban megírt üzenetben 150 ezer dollárt ajánlott bárkinek, aki „befejezi a munkát.”[95]
- 2024. szeptember: Az Igazságügyi Minisztérium szerint egy iráni tisztviselő arra kérte amerikai ügynökeit, hogy kezdjenek el megtervezni egy Trump elleni merényletet a 2024-es választás előtt. Az ügynökök ellen – az 51 éves Fárdzsád Sákiri, a 49 éves Carlisle Rivera és a 36 éves Jonathon Loadholt – több terrorizmussal kapcsolatos vádat emeltek.[96]
- 2025. február 11.: Nikita Casap, a Order of Nine Angles sátánista szervezet 17 éves tagja megölte anyját, a 35 éves Tatiana Casapot, illetve mostohaapját, az 51 éves Donald Mayert Waukeshában, Wisconsinban. A vádak szerint két hétig élt a holttestekkel, mielőtt február 28-án letartóztatták, apja 2018-as Volkswagen Atlasában, WaKeeneyben (1200 kilométerre otthonától). Az autójában találtak egy Magnum revolvert. Ezek mellett azzal is vádolták, hogy tervezte megölni az elnököt, hogy egy faji háborút indítson.[97]

### Joe Biden
- 2023. május 23.: Sai Varshith Kandula, egy 19 éves férfi, egy kisteherautót a Fehér Ház egyik kordonjába vezetett azzal a céllal, hogy átvegye a hatalmat Bidentől és meggyilkolja az elnököt. A járműben találtak egy náci zászlót és kiderült, hogy a Harmadik Birodalom és Adolf Hitler csodálója volt.[98]

## Fordítás
Ez a szócikk részben vagy egészben  a   List of United States presidential assassination attempts and plots című angol Wikipédia-szócikk ezen változatának fordításán alapul.  Az eredeti cikk szerkesztőit annak laptörténete sorolja fel. Ez a jelzés csupán a megfogalmazás eredetét és a szerzői jogokat jelzi, nem szolgál a cikkben szereplő információk forrásmegjelöléseként.